# La Lutte
La Lutte (Tranh đấu) là một tờ báo cánh tả xuất bản (bằng tiếng Pháp vì báo chí tiếng Việt bị hạn chế) ở Sài Gòn, Nam Kỳ (miền Nam Việt Nam), vào những năm 1930. Tờ báo ra mắt trước cuộc tranh cử hội đồng thành phố Sài Gòn từ tháng 4 đến tháng 5 năm 1933 với tư cách là cơ quan ngôn luận của Đảng Cộng sản Đông Dương và một nhóm Đệ Tứ Quốc tế (theo đường lối Trotsky, sau này được gọi là Nhóm Tranh đấu theo tên của tờ báo) cùng những người khác mà đã chọn một liên danh "Sổ lao động" làm ứng cử viên cho cuộc tranh cử. Kiểu hợp tác này giữa những người cộng sản Đệ Tứ Quốc tế và Đệ Tam Quốc tế liên kết lại với nhau là một hiện tượng chỉ có ở Việt Nam. Cương lĩnh chính trị của La Lutte tránh chỉ trích Liên Xô trong khi ủng hộ các yêu sách chính trị của công nhân và nông dân mà không quan tâm đến phe nhóm. Những người ủng hộ La Lutte có biệt danh là lutteurs (chiến sĩ đấu tranh).

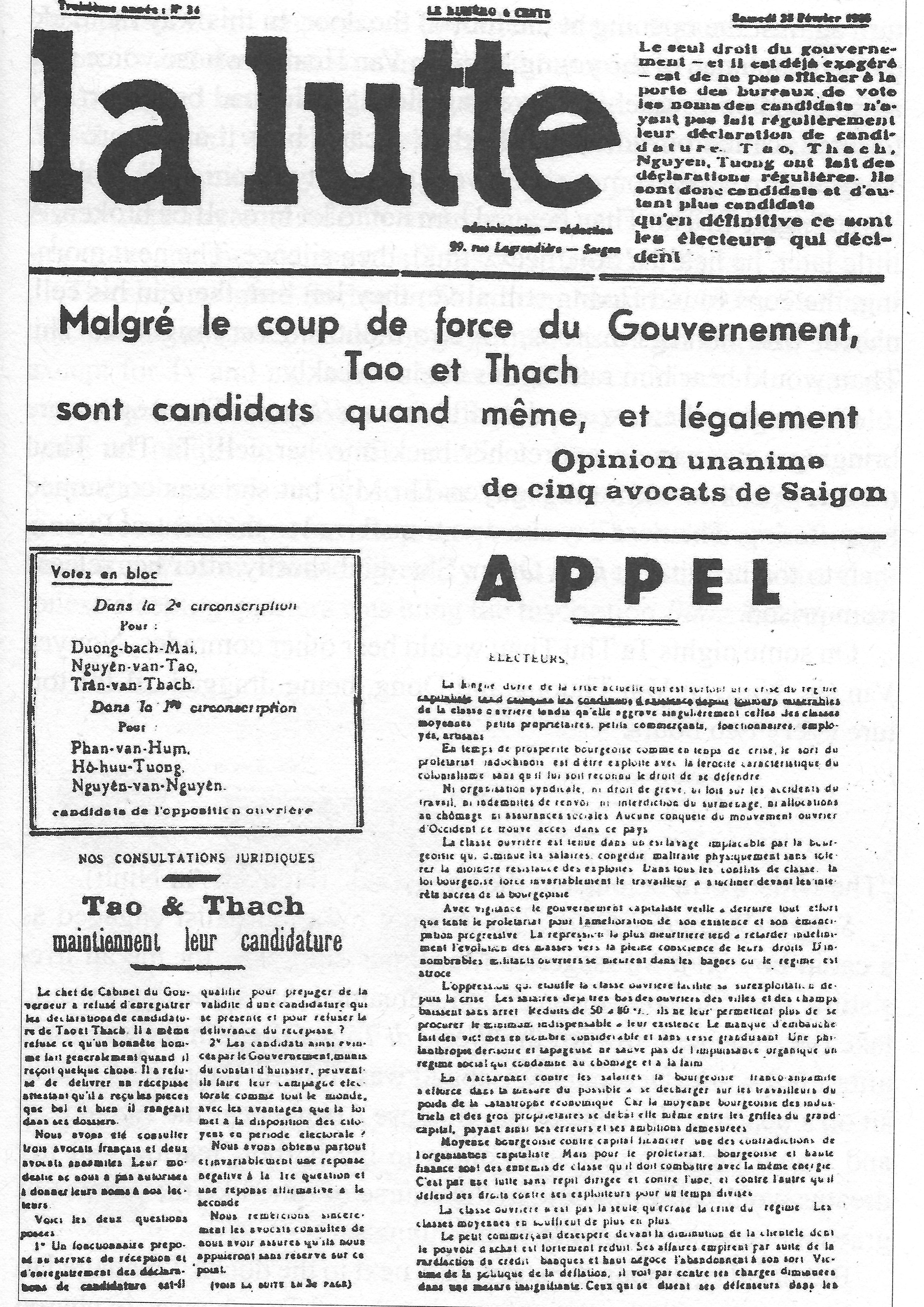
La Lutte ngày 23 tháng 2 năm 1935. Giới thiệu liên danh "Sổ lao động" cho cuộc tranh cử Hội đồng thành phố Sài Gòn.

## Tranh cử năm 1933
La Lutte chống lại cả chế độ thực dân và Đảng Lập hiến. Số đầu tiên của La Lutte được xuất bản vào ngày 24 tháng 4 năm 1933. Trong cuộc tranh cử, nhóm Tranh đấu đã gọi nhóm ứng cử viên của họ là Sổ lao động. Hai trong số các ứng cử viên của liên danh Sổ lao động, Nguyễn Văn Tạo và Trần Văn Thạch đã được bầu (tổng số có sáu ghế được bầu), nhưng kết quả cuộc tranh cử của họ đã bị vô hiệu vào tháng 8 năm 1933. Việc xuất bản của La Lutte bị đình chỉ sau cuộc tranh cử.

## Hồi sinh
Với sự hòa giải của nhân vật cách mạng độc lập và có sức lôi cuốn Nguyễn An Ninh, sự cộng tác đã được hồi sinh vào tháng 10 năm 1934. Cương lĩnh chính trị được thống nhất giữa Đệ Tam Quốc tế và Đệ Tứ Quốc tế là "cuộc đấu tranh theo định hướng chống lại chế độ thuộc địa và các tay sai theo chủ nghĩa lập hiến của họ, ủng hộ những đòi hỏi của công nhân và nông dân mà không cần liên quan đến nhóm cộng sản nào trong hai nhóm mà họ có liên kết, đồng thời truyền bá tư tưởng cổ điển của chủ nghĩa Mác, [và] bác bỏ mọi cuộc tấn công chống lại Liên Xô và chống lại cả hai nhóm quốc tế vô sản hiện nay." Ban biên tập gồm có Nguyễn An Ninh, Lê Văn Thụ, Trần Văn Thạch (cánh tả dân tộc chủ nghĩa), Nguyễn Văn Tạo, Dương Bạch Mai, Nguyễn Văn Nguyễn, Nguyễn Thị Lựu (Đảng Cộng sản), Tạ Thu Thâu, Hồ Hữu Tường, Phan Văn Hùm, Phan Văn Chánh và Huỳnh Văn Phương (Đệ tứ quốc tế). Edgar Ganofsky là người quản lý tờ báo.
Mặt trận thống nhất được thành lập xung quanh La Lutte đã thực hiện nhiều chiến dịch khác nhau và tham gia các cuộc tranh cử. Trong cuộc tranh cử hội đồng Nam Kỳ tháng 3 năm 1935, mặc dù bị hạn chế quyền tranh cử và sự can thiệp của chính phủ, các ứng cử viên cánh tả đã giành được 17% số phiếu. Có một liên danh các ứng cử viên chung của La Lutte cho cuộc tranh cử thành phố tháng 5 năm 1935, Trần Văn Thạch, Nguyễn Văn Tạo, Tạ Thu Thâu và Dương Bạch Mai đã được bầu. Tuy nhiên, kết quả cuộc tranh cử của ba người Tạo, Thâu, và Mai đã bị vô hiệu. Hơn nữa, cuộc tranh cử diễn ra trước một cuộc tranh cãi trong nội bộ La Lutte liên minh liên quan đến ứng cử viên Dương Bạch Mai, một lãnh đạo Đảng Cộng sản. Ông bị các nhà Đệ Tứ Quốc tế vô sản gán cho cái mác 'nhà cải cách', nhưng lại được Tạ Thu Thâu bênh vực. Vào cuối năm 1936 và 1937, nhóm đã tổ chức nhiều cuộc đình công.
La Lutte dành nhiều quan tâm đến các tù nhân chính trị bị chế độ thực dân Pháp giam giữ và vận động ân xá cho các tù nhân chính trị này. Các cuộc biểu tình của tù nhân thường xuyên được đưa tin trên các trang của La Lutte.
Do không muốn tiếp tục đàn áp các chỉ trích "những người theo chủ nghĩa Stalin" và Đảng Cộng sản, đầu năm 1936, Hồ Hữu Tường và Ngô Văn rút khỏi La Lutte. Cùng với Liên đoàn những người cộng sản quốc tế vì xây dựng Quốc tế thứ tư, họ bắt đầu xuất bản tuần báo "cơ quan bảo vệ chuyên chính vô sản và chiến đấu theo chủ nghĩa Mác" của họ, tờ Le Militant (Chiến sĩ). Nội dung của tờ Le Militant công khai công kích chủ nghĩa Stalin.

## Chia rẽ trên Mặt trận Bình dân
Các đảng viên Đảng Cộng sản và những người theo Đệ Tứ Quốc tế vô sản còn lại xung quanh Tạ Thu Thâu đã chia rẽ để phản ứng với chính phủ Mặt trận Bình dân mới ở Pháp, vốn có sự ủng hộ của Đảng Cộng sản Pháp và sự ủng hộ của chính phủ Moskva. Tạ Thu Thâu cho rằng sự chuyển hướng tả khuynh trong Quốc hội Pháp đã không mang lại kết quả mong muốn. Ông và các nhà hoạt động cần lao khác tiếp tục bị bắt, hy vọng về việc chuẩn bị cho một đại hội bình dân để đáp lại lời hứa của chính phủ cho việc tham vấn thuộc địa đã bị dập tắt.
Đến năm 1937, những người ủng hộ đường lối Tạ Thu Thâu đã trở thành lực lượng thống trị ở La Lutte. Vào tháng 5 năm 1937, Đảng Cộng sản cho ra đời một tờ báo mới của riêng mình, L'Avant Garde ('Tiền phong'), qua đó công kích Đệ Tứ Quốc tế vô sản. Sự chia rẽ ở La Lutte đạt đỉnh điểm vào ngày 14 tháng 6 năm 1937, khi Đảng Cộng sản từ chối ủng hộ một đề nghị của Tạ Thu Thâu chống lại chính phủ Mặt trận Bình dân. Những người theo Đệ Tứ Quốc tế đã công khai đổ lỗi cho Đảng Cộng sản Pháp về sự chia rẽ này.

## Số phận của cáclutteur
Với việc La Lutte hiện là tờ báo Đệ Tứ Quốc tế công khai, và với ấn bản tiếng Việt (Tranh Đấu), Tạ Thu Thâu đã lãnh đạo "Liên danh Công nhân và Nông dân" giành chiến thắng trước cả phe Lập hiến và Mặt trận Dân chủ của Đảng Cộng sản vào tháng 4 năm 1939 trong cuộc tranh cử Hội đồng Nam Kỳ. Tuy nhiên, các đảng phái của Quốc tế thứ tư có thể đã chiến thắng vì những lý do tương đối bình thường. Bất chấp chương trình vận động cấp tiến của họ, cuộc tranh cử có thể đã thuận lợi nhờ vào, ít nhất một phần, bởi sự phản đối của những người nộp thuế chống lại mức thuế quốc phòng mới mà theo Đảng Cộng sản, theo tinh thần của hiệp định Pháp-Xô họ đã cảm thấy có nghĩa vụ phải hỗ trợ.
Chiến tranh thế giới thứ hai bùng nổ vào tháng 9 năm 1939, những người cộng sản của mọi nhóm khác nhau đều bị đàn áp. Đạo luật ngày 26 tháng 9 năm 1939 của Pháp giải tán Đảng Cộng sản Pháp, và cũng được áp dụng ở Đông Dương cho những người theo chủ nghĩa Stalin và Đệ Tứ quốc tế. Đảng Cộng sản Đông Dương và các nhóm Đệ Tứ quốc tế chuyển sang hoàn toàn hoạt động bí mật.
Trong cuộc tổng khởi nghĩa chống Pháp ở Sài Gòn vào tháng 9 năm 1945, các lutteurs đã thành lập đội dân quân công nhân. Thành viên Đệ Tứ quốc tế Ngô Văn ghi lại rằng hai trăm người trong số này bị quân Pháp "thảm sát" vào ngày 3 tháng 10, tại cầu Thị Nghè. Bị cả Pháp và Việt Minh truy bắt, sẽ có rất ít người trong nhóm họ sống sót. Tạ Thu Thâu đã bị Việt Minh bắt và hành quyết mấy tuần trước đó.